# Marktbrunnen (Mayen)

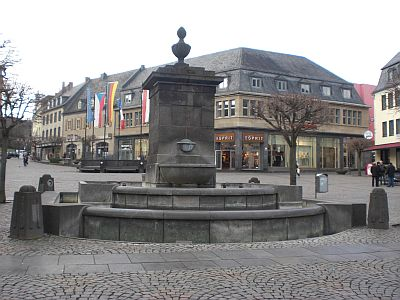
Der Marktbrunnen in Mayen

Der Marktbrunnen ist ein Kulturdenkmal in Mayen.

## Entwurf / Planung
Der Brunnen wurde vom Baumeister Johann Michael Alken entworfen und gehört in Mayen zu den wenigen erhaltenen Beispielen klassizistischer Architektur.
Der Entwurf des Brunnens wurde 1812 fertiggestellt; der Bau begann noch im gleichen Jahr. 1813 wurde der Brunnen fertig und der Öffentlichkeit zur Nutzung übergeben.
Ursprünglich bestand die Brunnenanlage aus einem abgetreppten Unterbau mit einer aufgesetzten Plattform und einem aufstehenden Brunnenaufbau. Eine Treppenanlage führte von drei Seiten zu einem aufgesetzten Becken. Eine Viehtränke gestaltete den vierten Bereich um die Brunnenanlage. An Tagen mit Marktbetrieb wurde das Vieh durch die Treppenanlage vom Brauchwasserbecken ferngehalten, lediglich der unterste Bereich blieb den Tieren zugänglich. Der Marktbrunnen gliedert sich in drei Wasserebenen, von denen die oberste für Menschen, die mittlere für Großvieh und die unterste Ebene für das Kleinvieh vorgesehen waren. Auch die Bürger konnten dort Wasser holen.

## Nach dem Zweiten Weltkrieg
Der Brunnen gehört zu den wenigen Denkmälern in Mayen, die der Zerstörung durch den Zweiten Weltkrieg entgangen sind. Dennoch hatte der Brunnen im Krieg starken Schaden genommen. Nach notdürftigen Reparaturen wurde er 1951 wieder in Betrieb genommen.

## Neubau in den 1980er Jahren
Ein Neubau des Brunnens fand 1983 statt; die letzten Arbeiten wurden 1984 abgeschlossen. Entgegen der ursprünglichen Ansicht zeigt die Vorderseite des Brunnens nun zur Burg und dem Rathaus.